# Reminiscencja
Reminiscencja (łac. reminisci „wspominać”) – w psychologii nieświadome wspomnienie, refleksja; paradoksalny efekt poprawy pamięci po upływie pewnego czasu od ostatniej próby zapamiętania. Istota tego zjawiska polega na tym, że ludzie po przekroczeniu pięćdziesiątego roku życia lepiej (w porównaniu z ogólnym przebiegiem krzywej zapominania) pamiętają zjawiska z okresu, kiedy mieli od 10 do 30 lat.
Przypuszczalnie reminiscencja zasadza się na samorzutnie dokonujących się zmianach w magazynie pamięci semantycznej, prowadzących do lepszego uporządkowania składowych informacji.
Wraz z wiekiem maleje nasycenie emocjonalne wspomnień, dotyczy to w szczególności pamięci zdarzeń negatywnych. Więcej przywoływanych wspomnień, w wyniku reminiscencji, to wspomnienia pozytywne niż negatywne czy neutralne.
Reminiscencja pomaga osobom starszym w optymistycznym podsumowaniu dotychczasowego życia, daje poczucie spełnienia.